# Estación La Esmeralda
La Esmeralda es un paraje y centro rural de población con junta de gobierno de 3ª categoría del distrito Basualdo del departamento San José de Feliciano, en la provincia de Entre Ríos, República Argentina. Lleva el nombre de su estación de ferrocarril.
No fue considerada localidad en los censos de 1991 y 2001 por lo que la población fue censada como rural dispersa. La población de la jurisdicción de la junta de gobierno era de 541 habitantes en 2001.

## Estación La Esmeralda
La Esmeralda es una abandonada estación ferroviaria del desmantelado ramal San Jaime - Feliciano - La Paz del Ferrocarril General Urquiza. Se encuentra precedida por la Estación Feliciano y le sigue Estación Garat.